# Österreichische Gesellschaft für Eisenbahngeschichte

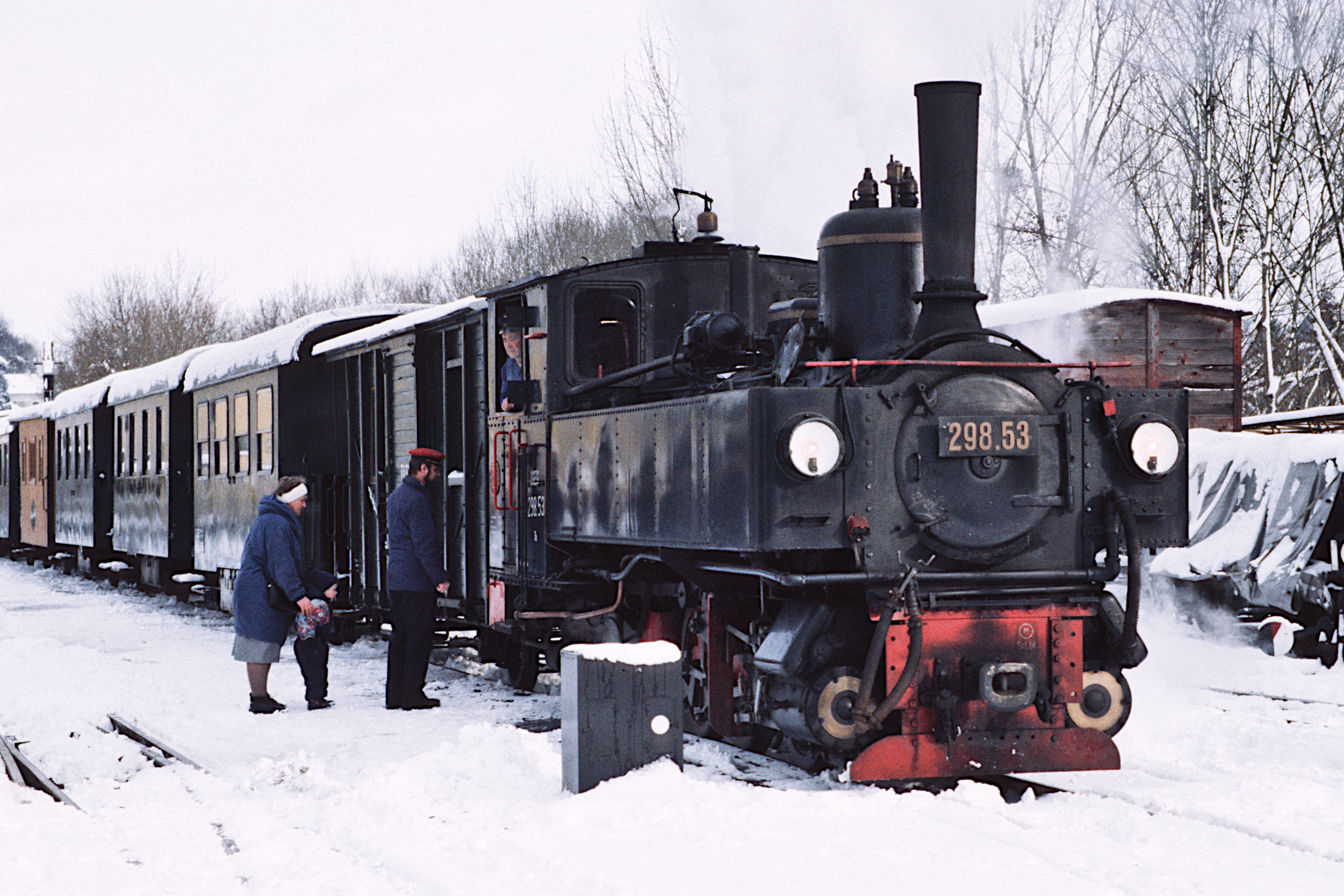
Steyrtalbahn der ÖGEG: Bahnhof Grünburg

Die Österreichische Gesellschaft für Eisenbahngeschichte (ÖGEG) ist ein österreichischer Verein, entstanden aus einer Gruppe von Eisenbahnfreunden, die sich um 1971 zusammengefunden hatten, um in ihrer Freizeit die letzten noch aktiven Dampflokomotiven am ÖBB-Standort Linz zu pflegen.

## Geschichte

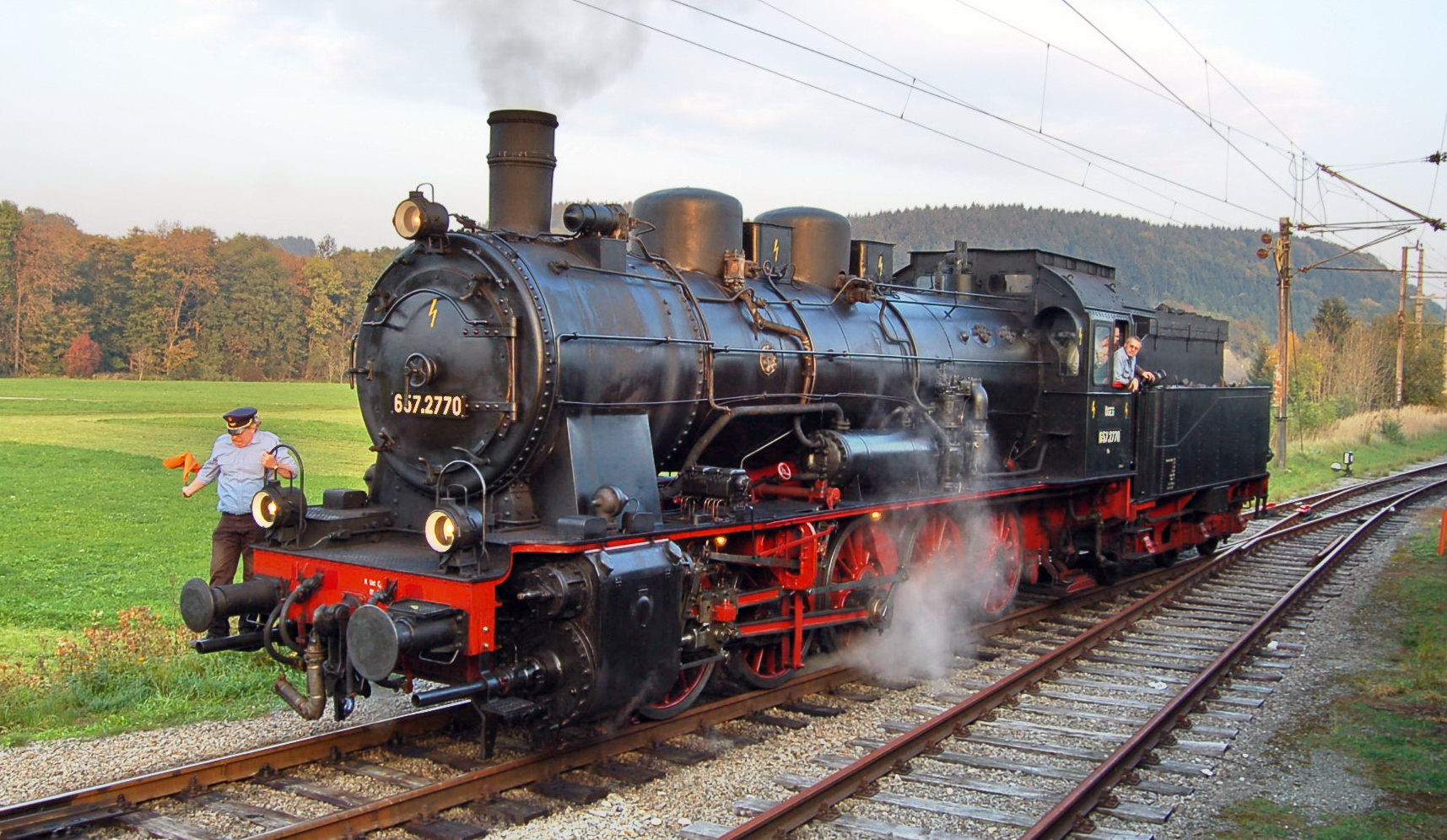
ÖGEG-Lok der Baureihe ÖBB 657 in Timelkam

Die Gründung erfolgte 1973 in Linz, mit dem Ziel, eine der zuvor betreuten Dampflokomotiven in eigenen Besitz zu übernehmen, sowie die soeben eingestellte Florianerbahn als Museumsbahn zu erhalten. In den folgenden Jahren erwarb die ÖGEG mehrere von den ÖBB ausgemusterte Lokomotiven, von denen als erste die ÖBB 93.1455 im Jahr 1978 wieder aus eigener Kraft auf ÖBB-Gleisen fuhr. In den folgenden Jahren wurden in angemieteten Räumlichkeiten im Heizhaus Amstetten der ÖBB weitere Lokomotiven aufgearbeitet, einige davon wurden 1987 zum 150-jährigen Jubiläum der Eisenbahnen in Österreich bei Fahrzeugparaden in Strasshof an der Nordbahn und Fahrzeugschauen einem breiteren Publikum präsentiert.
In den 1980er-Jahren gelang es der ÖGEG, in Rumänien eine Lok der Reihe 142 zu erwerben. Bei dieser Baureihe handelt es sich um einen rumänischen Lizenznachbau der Reihe 214 bzw. 12, der größten und stärksten Dampflokomotive österreichischer Konstruktion. Sie wurde 1993 wieder in Betrieb genommen. Nach dem Fall des Eisernen Vorhanges konnten in Osteuropa, vornehmlich in Rumänien, aber auch in der ehemaligen DDR zahlreiche teils gut erhaltene Lokomotiven erworben werden. Deswegen wurde der Verein aber auch kritisiert, da finanzielle Mittel auch für mehrere deutsche Lokomotiven ohne jeglichen Zusammenhang mit der Eisenbahngeschichte Österreichs aufgebracht wurden. Diese Loks konnten jedoch vor kommerziellen Sonderzügen erfolgreich eingesetzt werden. Mit der Ausmusterung von Altbaulokomotiven bei den ÖBB ab etwa Anfang der 90er-Jahre erwarb die ÖGEG auch zahlreiche Elektro- und Dieseltriebfahrzeuge.
Die historischen Eisenbahnfahrzeuge der ÖGEG sind heute im Netz der ÖBB, auf österreichischen Privatbahnen und auch im Ausland im Einsatz.
Die Florianerbahn wurde inzwischen aus der ÖGEG ausgegliedert und in eine eigenständige Gesellschaft übergeführt.

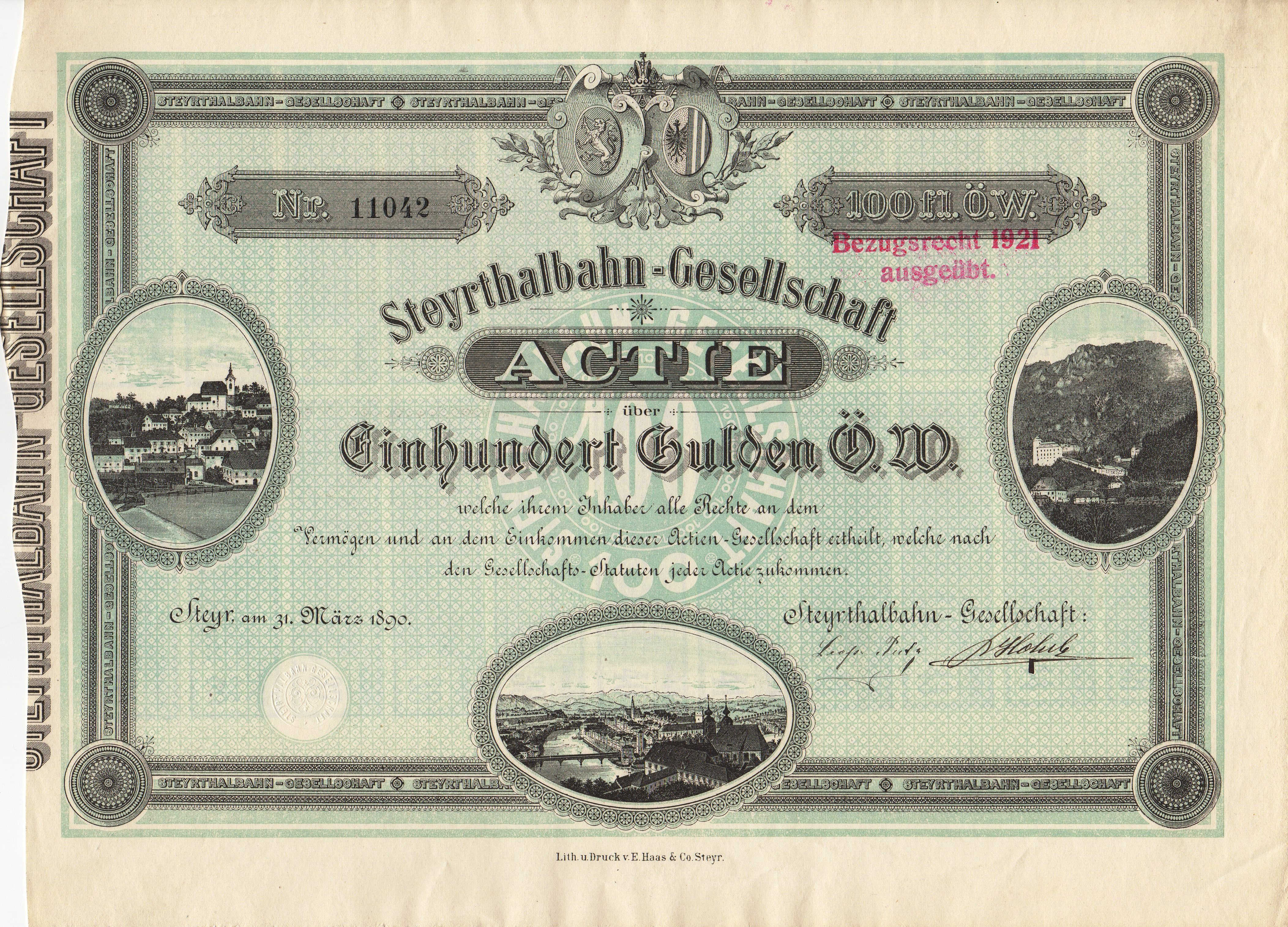
Aktie der Steyrthalbahn-Gesellschaft vom 31. März 1890

Die ÖGEG besitzt heute zwei eigene Strecken, so betreibt sie einen 17 km langen Abschnitt der Steyrtalbahn von Steyr Lokalbahnhof nach Grünburg. Die 1982 eingestellte älteste Schmalspurbahn Österreichs mit einer Spurweite von 760 mm wurde 1985 als Museumsbahn wieder in Betrieb genommen. Heute gehören zum Bestand der Steyrtalbahn acht Dampflokomotiven.
1995 wurden erstmals Sonderfahrten auf der ehemaligen Kohlenbahn der Wolfsegg-Traunthaler Kohlenwerks AG (WTK) von Timelkam nach Ampflwang durchgeführt. Danach wurde die Ampflwanger Bahn übernommen, sie ist heute die normalspurige Museumsbahn der ÖGEG und Zubringer zum Eisenbahnmuseum in Ampflwang.
Seit 1995 ist die ÖGEG auch Eigentümerin des letzten Dampf-Fahrgastschiffes der österreichischen Donau-Schifffahrt, der Schönbrunn.
Seit 1995 ist der Verein auch Hauptgesellschafter der Österreichischen Gesellschaft für Eisenbahngeschichte GmbH. Weiterer wesentlicher Gesellschafter ist Günther Oberbreyer.
Seit 2007 gibt es in Ampflwang eine Betriebsfeuerwehr. (BTF ÖGEG GmbH Ampflwang)

## Lokpark Ampflwang, Oberösterreichisches Eisenbahn- und Bergbaumuseum

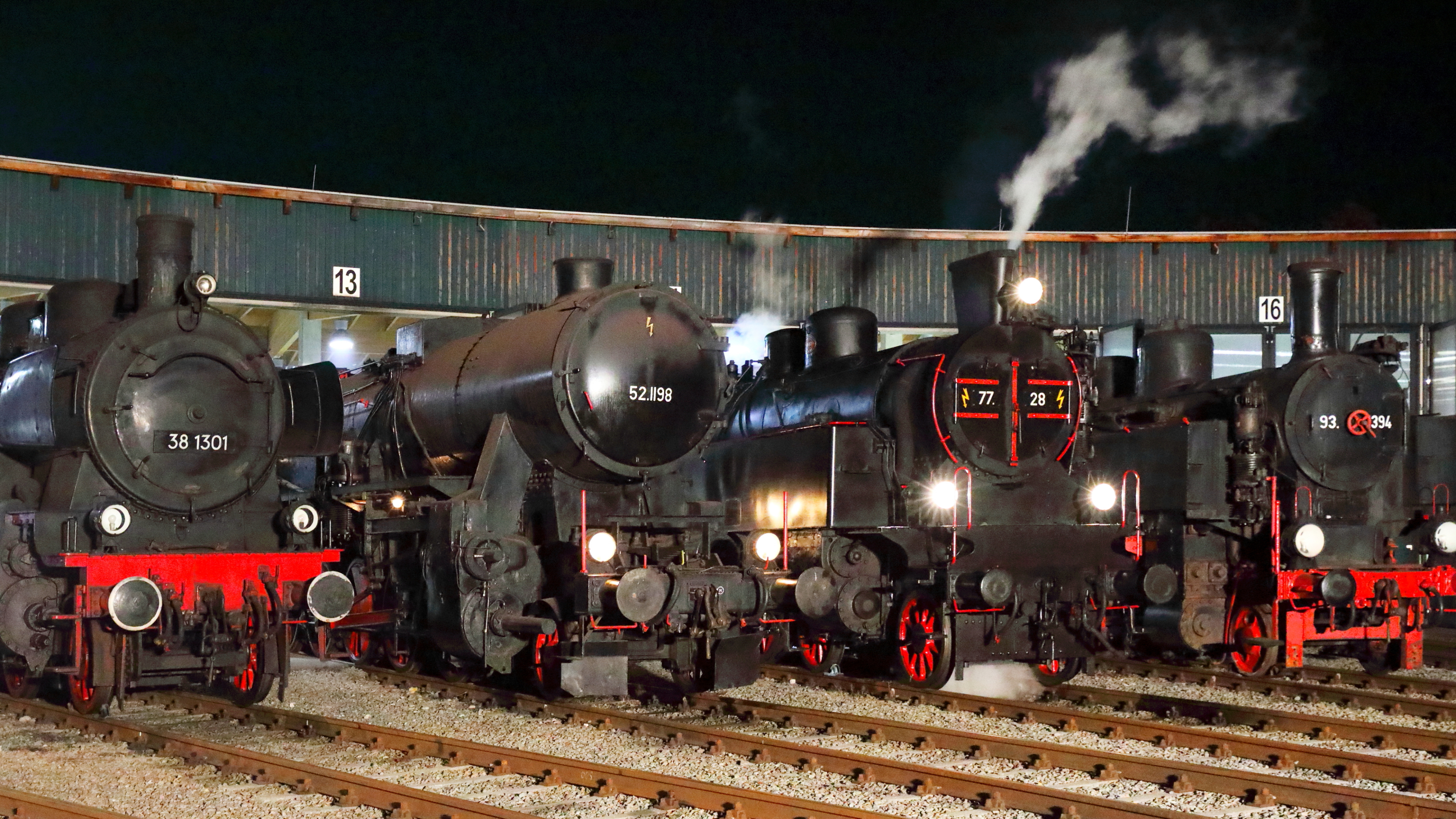
Dampflokparade bei der Langen Nacht der Museen 2021 im Lokpark Ampflwang

Das Eisenbahnmuseum in Ampflwang im Hausruckwald beherbergt die umfangreiche Dampfloksammlung des Vereins. Es befindet sich in einer ehemaligen Montananlage der WTK am Endpunkt der ehemaligen Kohlenbahn. Im Jahr 2005 erhielt das Eisenbahnmuseum Ampflwang die Drehscheibe des ehemaligen Bahnbetriebswerkes Rosenheim sowie die Schiebebühne des ehemaligen SGP-Werkes aus Wien-Simmering. Zudem wurde ein neuer Ringlokschuppen um die Drehscheibe errichtet. Das Eisenbahnmuseum war der Hauptaustragungsort der oberösterreichischen Landesausstellung 2006 unter dem Motto „Kohle und Dampf“.

## Fahrzeuge (Auswahl)
Alle Angaben sind der Liste der Dampfloks in der Austrian Steambase entnommen.

### Dampflokomotiven

#### Normalspur

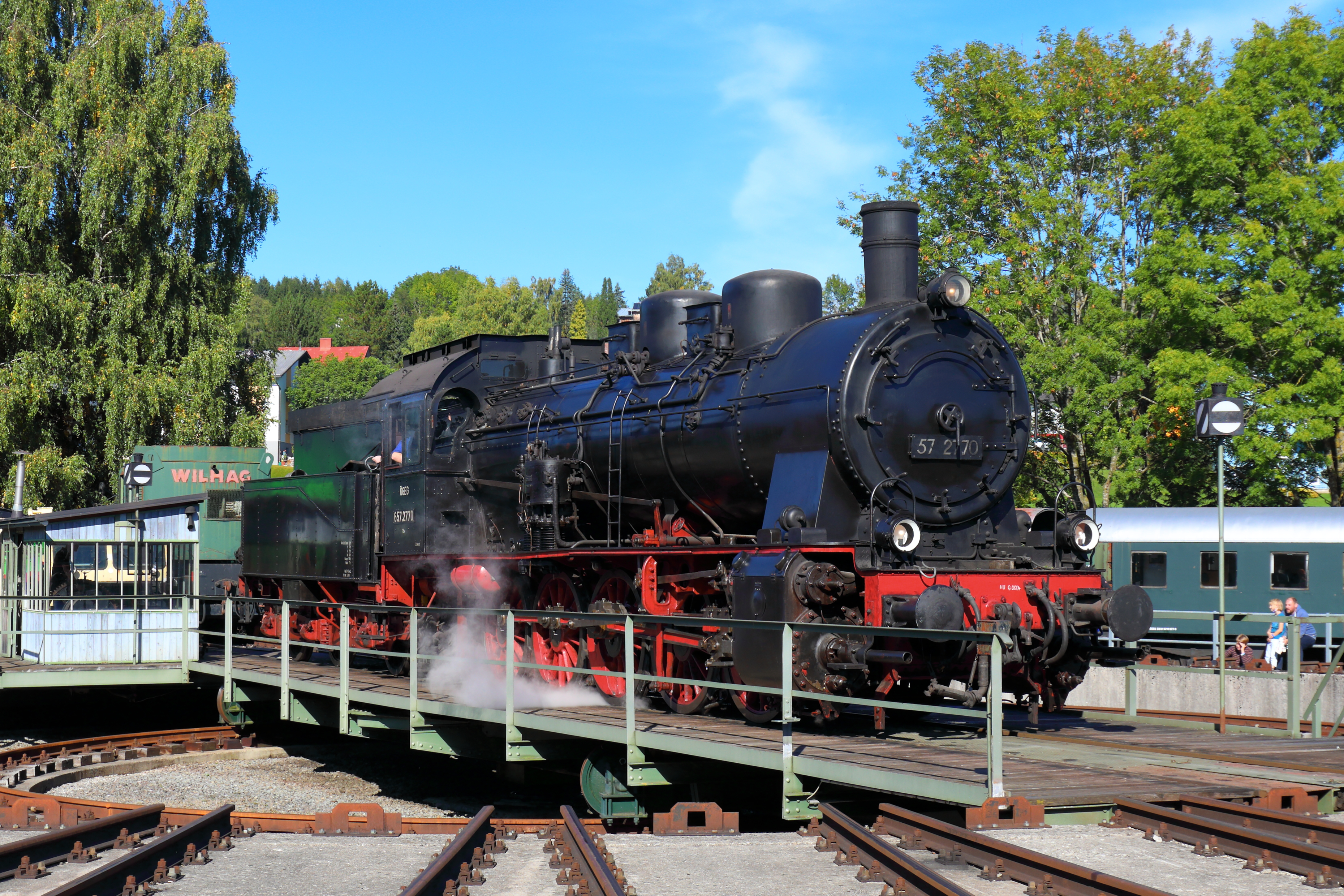
Die Lok 50.770 der Căile Ferate Române; sie wurde 2001 von der ÖGEG angekauft, restauriert, mit der fiktiven Nummer 57.2770 versehen und dient jetzt als Museumslok im Lokpark Ampflwang

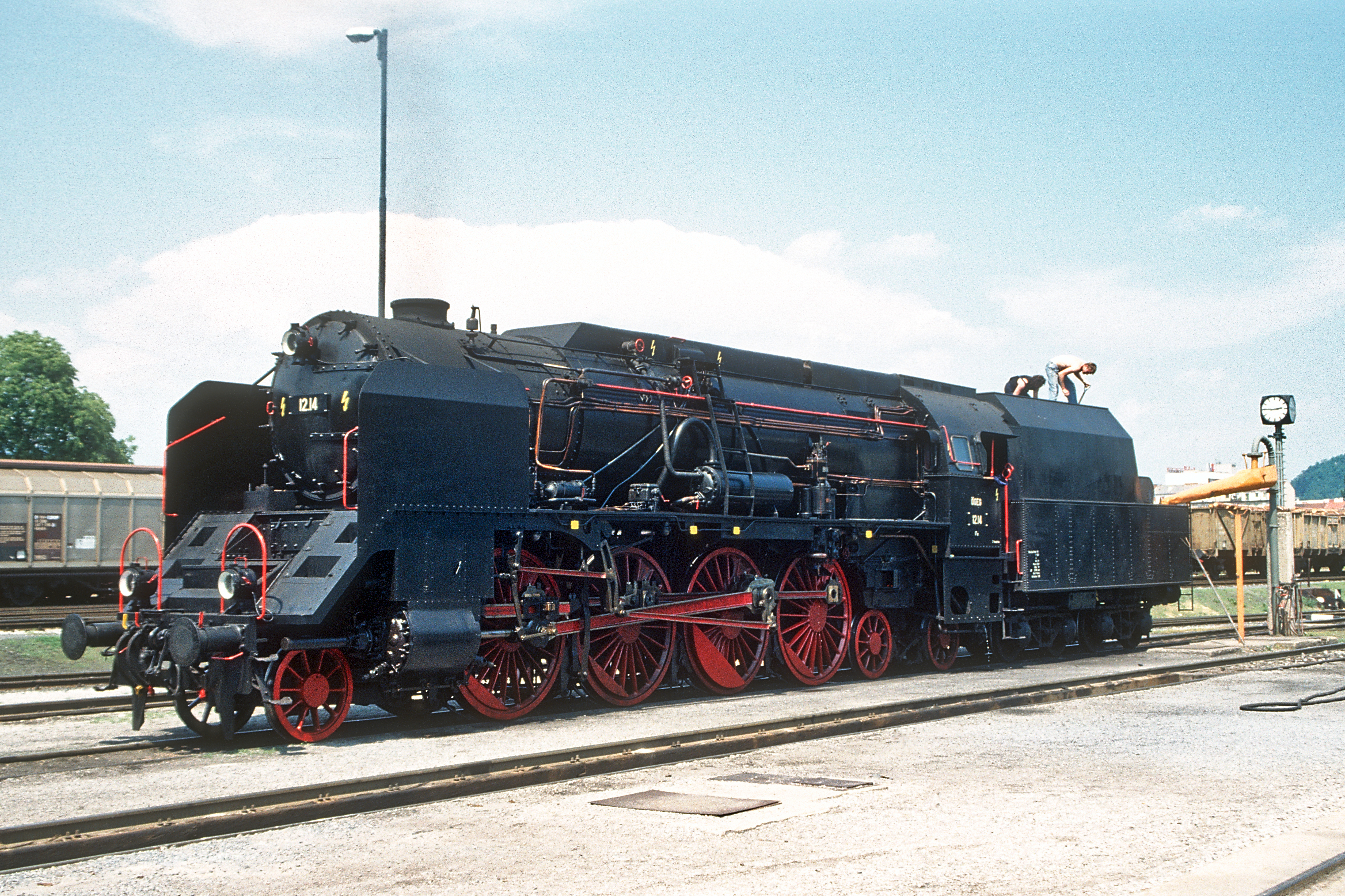
Die ehemalige CFR 142.063 wurde in ihrem Erscheinungsbild an die ÖBB-Reihe 12 angepasst und 1993 als 12.14 wieder in Betrieb genommen.

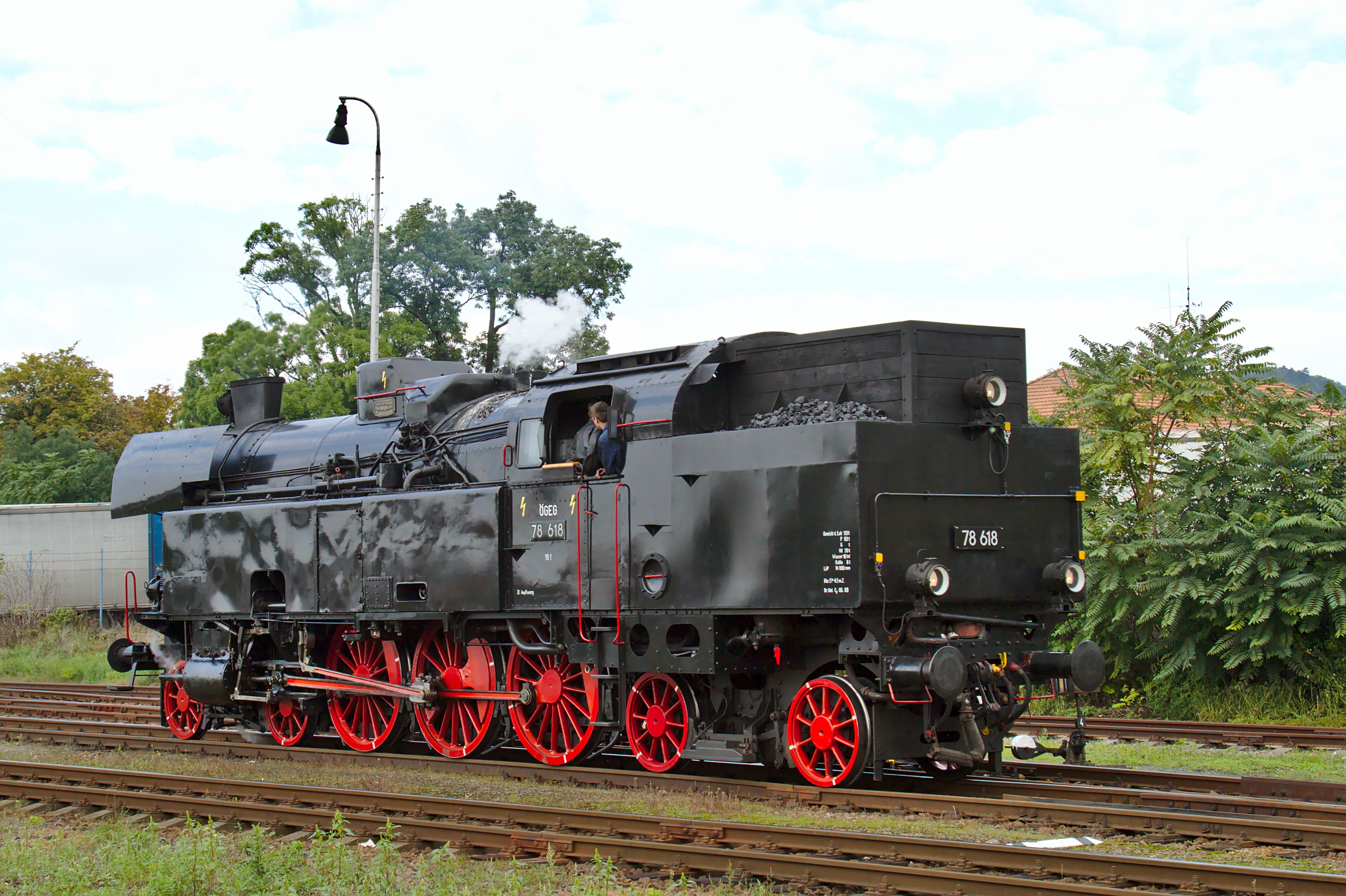
Die ex-ÖBB 78.618 war eine der ersten in ehrenamtlicher Arbeit reaktivierten Normalspurdampflokomotiven in Österreich.

- 01 533 (Rekonstruktion der DR im Jahr 1964 aus 01 116, Krupp, Baujahr: 1934, FbNr.: 1413), betriebsfähig in Aufarbeitung
- 12.14 (CFR 142.063, Malaxa, Baujahr: 1939, FbNr.: 401, rumänischer Lizenzbau der österreichischen Schlepptender-Schnellzuglok der BBÖ Reihe 214) betriebsfähig außer Betrieb
- 638.1301 (CFR 230.301, Resita, Baujahr: 1936, FbNr.: 316, rumänischer Lizenzbau der preußischen Baureihe P8 = ÖBB 638), betriebsfähig außer Betrieb
- 638.2174 (CFR 230.174, Resita, Baujahr: 1933, FbNr.: 211, rumänischer Lizenzbau der preußischen Baureihe P8 = ÖBB 638)
- 42.2750 (BDZ 16.19, Wiener Lokomotivfabrik Floridsdorf, Baujahr: 1948 FbNr.: 17636)
- 42.2753 (BDZ 16.18, Wiener Lokomotivfabrik Floridsdorf, Baujahr: 1948, FbNr.: 17639)
- 44 661 (Borsig, Baujahr: 1941, FbNr.: 15117) betriebsfähig außer Betrieb
- 44 1595 (Grafenstaden, Baujahr: 1943, FbNr.: 7865), Ersatzteilspender
- 44 1614 (Krenau, Baujahr: 1943, FbNr.: 1102)
- 50 1002 (Schichau, Baujahr: 1940, FbNr.: 3427)
- 50 3506 (Rekonstruktion der DR aus 50 903, Krupp, Baujahr: 1940, FbNr.: 2364)
- 50 3519 (Rekonstruktion der DR aus 50 324, Henschel, Baujahr: 1940, FbNr.: 24975) betriebsfähig außer Betrieb
- 50 3689 (Rekonstruktion der DR aus 50 547, Henschel, Baujahr: 1940, FbNr.: 25766)
- 52.1198 (Deutsche Waffen- und Munitionsfabriken AG Posen, Baujahr: 1943, FbNr: 612) betriebsfähig außer Betrieb
- 52.3316 (Jung, Baujahr: 1944, FbNr.: 11327) betriebsfähig außer Betrieb
- 52.3517 (Krauss-Maffei, 1943, FbNr.: 16643) betriebsfähig außer Betrieb
- 52.4552 (Deutsche Waffen- und Munitionsfabriken AG Posen, Baujahr: 1944, FbNr.: 869)
- 52.7102 (Wiener Lokomotivfabrik Floridsdorf, Baujahr: 1943, FbNr.: 16555) ehemals Pianoexpress Wien. Seit Nov 2010 in Ampflwang
- 52 8003 (Rekonstruktion der DR aus 52 6357, Berliner Maschinenbau Baujahr: 1943, FbNr.: 12810), Ersatzteilspender
- 52 8096 (Rekonstruktion der DR aus 52 2312, Henschel, Baujahr: 1943, FbNr.: 27480)
- 52 8124 (DR-Baureihe 52.80 aus 52 2501, Henschel, Baujahr: 1943, FbNr.: 27669)
- 52 8134 (DR-Baureihe 52.80 aus 52 7138, Wiener Lokomotivfabrik Floridsdorf, Baujahr: 1943, FbNr.: 16591), in Aufarbeitung
- 52 8186 (DR-Baureihe 52.80 aus 52 632, Borsig, Baujahr: 1944, FbNr.: 15729) betriebsfähig in Aufarbeitung
- 52 8196 (DR-Baureihe 52.80 aus 52 5374, Borsig, Baujahr: 1944, FbNr.: 15729)
- 657.2519 (CFR 50.519, Malaxa, Baujahr: 1931, FbNr.: 45, rumänischer Lizenzbau der preußischen Baureihe G10 = ÖBB 657)
- 657.2608 (CFR 50.608, Malaxa, Baujahr: 1934, FbNr.: 144, rumänischer Lizenzbau der preußischen Baureihe G10 = ÖBB 657) Ersatzteilspender
- 657.2770 (CFR 50.770, Malaxa, Baujahr: 1938, FbNr.: 299 rumänischer Lizenzbau der preußischen Baureihe G10 = ÖBB 657) betriebsfähig
- 657.3459 (CFR 50.459, AEG Baujahr:1930 FbNr.:4414, preußischen Baureihe G10 = ÖBB 657) Ersatzteilspender
- 77.28 (BBÖ 629.43, Krauss Linz, Baujahr: 1920, FbNr.: 1183), betriebsfähig
- 78.618 (BBÖ 729.18 Wiener Lokomotivfabrik Floridsdorf, Baujahr: 1938, FbNr: 3152), betriebsfähig vorerst außer Betrieb
- 78.625 (BBÖ 729.25 Wiener Lokomotivfabrik Floridsdorf, Baujahr: 1938, FbNr.: 3160) Ersatzteilspender
- 86.476 (Deutsche Waffen- und Munitionsfabriken AG Posen, Baujahr: 1943, FbNr.: 462)
- 86.501 (Henschel, Baujahr: 1942, FbNr.: 26720) betriebsfähig außer Betrieb
- 93.1326 (BBÖ 378.26, Wiener Lokomotivfabrik Floridsdorf, Baujahr: 1927, FbNr.: 2929) betriebsfähig außer Betrieb
- 93.1394 (BBÖ 378.94 Lokomotivfabrik der Staats Eisenbahn Gesellschaft, Baujahr: 1927, FbNr.: 4813)
- 93.1455 (BBÖ 378.155 Wiener Lokomotivfabrik Floridsdorf, 1931, FbNr.: 3004) betriebsfähig außer Betrieb
- 392.2510 (BBÖ 478.10, Actien-Gesellschaft der Lokomotivfabrik vorm. G.Sigl in Wiener Neustadt, Baujahr: 1927, FbNr.: 5781)
- 392.2530 (BBÖ 478.30, Actien-Gesellschaft der Lokomotivfabrik vorm. G.Sigl in Wiener Neustadt, Baujahr: 1927, FbNr.: 5801, WTK4) betriebsfähig
- 694.503 (Schwartzkopff, Baujahr: 1913, FbNr.: 5122, vorher DR 94 503, Voest 1000.1, preußische T 16.1)
- SBS 01 (Wiener Lokomotivfabrik Floridsdorf, Baujahr: 1944, FbNr.: 16111, KDL 8) betriebsfähig außer Betrieb
- Neue Wiener Lokomotivfabrik Floridsdorf (Baujahr: 1952, FbNr.: 17689, letzte in Österreich für einen österreichischen Kunden gebaute Dampflok) betriebsfähig außer Betrieb
- Lenzing 1 (Krauss-Maffei, Baujahr: 1950, FbNr.: 17676, Dampfspeicherlokomotive ex. Lenzing AG)
- Lenzing 2 (Krauss-Maffei, Baujahr: 1954, FbNr.: 18157, Dampfspeicherlokomotive ex. Lenzing AG)

#### Schmalspurlokomotiven 760 mm (Steyrtalbahn)
- 298.05, Aufarbeitung geplant
- 298.52, (Krauss Linz, Baujahr: 1898, FbNr.: 3710) in Aufarbeitung
- 298.53, (Krauss Linz, Baujahr: 1898, FbNr.: 3711) betriebsfähig
- 298.102, (Krauss Linz, Baujahr: 1888, FbNr.: 1994, orig. Steyrtalbahn Lok Nr. 2 Sierning, älteste österreichische erhaltene und betriebsfähige Schmalspur-Lok) betriebsfähig
- 298.106, (Krauss Linz, Baujahr: 1914, FbNr.: 6925, orig. Steyrtalbahn Lok Nr. 6 Klaus) in Reparatur (Stehbolzen)
- 699.103, betriebsfähig
- 498.04 (Krauss Linz, Baujahr: 1929, FbNr.: 1512) betriebsfähig
- 399.05 in Aufarbeitung
- 399.02 Ersatzteilspender
- V 105 (Diesellok), betriebsfähig
- V 7 Diesellok (in Aufarbeitung, HU)
- D 50 Benjamin (Diesellok, ex Werksbahn Ternitz, ex Bregenzerwaldbahn[3]), betriebsfähig
- V 400 (ex VL 15 Steiermärkische Landesbahn), in Aufarbeitung
- V 150 (ex VL 8 Steiermärkische Landesbahnen), in Reparatur
- VT 95 (ex X 626.217, umgespurt auf 760 mm), betriebsfähig
- X 616.901, betriebsfähig
- X 616.903, betriebsfähig

### Diesellokomotiven der ÖBB
(Quelle: )
- 2043.10
- 2043.21 Ersatzteilspender
- 2043.555 Abgestellt
- 2043.62
- 2045.12
- 2050.03  Ersatzteilspender
- 2050.05  betriebsfähig
- 2050.08 Ersatzteilspender
- 2050.11
- 2050.16
- 2050.17
- 2060.22 grün Betriebsfähig
- 2060.32 ex Gopperding (Ersatzteilspender)
- 2060.52 ex.Gopperding
- 2060.65
- 2060.92 Ersatzteilspender
- 2060.94 ex.Gopperding
- 2060.99 Zerlegt Aufarbeitung begonnen
- 2062.34 Ersatzteilspender
- 2062.36 ehem. FROWOS-Privat, betriebsfähig, verkehrsrot
- 2062.38 betriebsfähig, Blutorange seit September 2015
- 2067.06 in Aufarbeitung
- 2067.14 betriebsfähig
- 2067.28 betriebsfähig
- 2067.102
- X110.02 (als Kö 4638 angeschrieben)
- X150.09
- X512.02
- X627.01
- 3 Motorbahnwagen X626 (150, 189, 198) 150 und 198 betriebsfähig

### Diesellokomotiven von Privatbahnen
- Walter abgestellt teilweise zerlegt
- Peter, abgestellt
- O&K Type RL8, ex Lenzing AG
- Shell Lok 1
- V60 D1 ehemalige Lokomotive der WTK
- MD1 Pauli
- Edith (JW DH130b F-nr:3.537.144) betriebsfähig
- Böhler 2 abgestellt, schlechter Zustand, Verkauf oder Verschrottung
- Böhler 3 abgestellt, schlechter Zustand, Verkauf oder Verschrottung
- 4 ehemals Hafenbahn Linz, wie Reihe 2060 Abgestellt nach Motorschaden
- Gebus
- Gerda (JW100V20 F-nr:70.503) betriebsfähig
- Gabi (WR 200 B14)

### Dieseltriebwagen (vollzählig)
- 5144.04 ex ÖCD, abgestellt
- 5145.009, Steuerwagen mit 6545.05
- 5046.215, teilweise Dach im Jahr 2005 neu lackiert
- 5146.201, seit 2010 in Aufarbeitung/Hauptuntersuchung/ derzeit Aufarbeiten der Drehgestelle bis auf weiteres
- 5146.207, Schürzen und Lichter demontiert
- 5081.01, ehemals 8081.001, Einsatz auf Museumsbahn
- 5081.02, ehemals VT24 STLB, Ersatzteilspender
- 5081.21, ehemals 8081.021

### Elektrolokomotiven (alle Normalspur)
- 1010.04
- 1010.09
- 1010.13 in Aufarbeitung
- 1010.15 außer Betrieb Neulack 2014 ÖGEG-Werbelok/ 2016 Majestic Imperator
- 1110.09
- 1110.18
- 1110.20 Ersatzteilspender
- 1110.25 Ersatzteilspender
- 1110.522 außer Betrieb
- 1110.526
- 1018.02
- 1018.07
- 1018.08
- 1020.03 Neulackierung 2015 in Valousek-Blutorange. Letzte erhaltene 1020 in dieser Farbvariante (03, 08, 14, 44 wieder grün) in Aufarbeitung
- 1020.22
- 1020.24 Ersatzteilspender
- 1020.37 außer Betrieb/ Motorschaden, Neulack 2010
- 1041.05
- 1041.06
- 1141.07
- 1141.20 Lokkasten in Ausführung nach Hauptgroßausbesserung
- 1141.21 betriebsfähig
- 1045.01 ÖBB, 1980 an MBS, ab Dezember 2009 Ampflwang
- 1045.03 ÖBB, 1980 an MBS, ab Dezember 2009 Ampflwang
- 1245.02 Ersatzteilspender
- 1245.516 in Aufarbeitung, Neulack 2016 grün, Ausführung ohne Zusatzlüfter, Schlussleuchten, ev. Widerstandsaufbautenattrappen.
- 1245.518 betriebsfähig, Neulack 2011
- 1046.01 betriebsfähig, bis 2021 Majestic-Imperator Beklebung
- 1046.07
- 1046.20 Altkasten, Ersatzteilspender
- 1061.02
- 1161.19 betriebsfähig
- 1062.12 in Aufarbeitung
- 1067.04
- 1073.08
- 1073.20
- 1080.11
- 1180.04
- 1280.14
- 1189.02 (1100.102) Zustand der Auslieferung angenähert
- 1189.09 teilweise zerlegt
- 1670.09 seit Dezember 2015 wieder betriebsfähig, Neulack 2016 in blutorange

### Elektrotriebwagen
- 4010.009 mit Steuerwagen 6010.009 sowie Zwischenwagen 7010.109; 7110.109; 7110.209 und 7110.304 (technisch betriebsfähig)
- 4041.01 in Aufarbeitung

### Schiffe
- Dampfschiff Schönbrunn
- Motorzugschiff Traisen
- MS Falkenstein

## Personen
Obmänner des Vereines:
- Kurt Nekolny (* 1927; † 1998), Präsident
- Gustav Halfar (12. September 1939; † 17. Oktober 2006), Präsident von 1999 bis 2006[5]
- Karl Mader (* 1932; † 19. Dezember 2014), Präsident von 2006 bis 2014[6]
- Helmut Nekolny, Präsident seit 2015

Folgende Personen aus dem Kreis der zahlreichen Eisenbahnfreunde erhielten im Zusammenhang mit ihrem ehrenamtlichen Engagement öffentliche Auszeichnungen:
- Alexander Loidl (* 31. Dezember 1968), (Kulturmedaille des Landes Oberösterreich, 2007)
- Günther Oberbreyer (* 1954), (Kulturmedaille des Landes Oberösterreich, 2007)